# Massakory
Massakory (en árabe:ماساكوري) es la capital de la región chadiana de Hadjer-Lamis y el departamento de Dagana.
- Datos: Q2498357
- Multimedia: Massakory / Q2498357